# Lomami-Meerkatze
Die Lomami-Meerkatze (Cercopithecus lomamiensis) ist eine afrikanische Primatenart aus der Gattung der Meerkatzen (Cercopithecus) innerhalb der Familie der Meerkatzenverwandten (Cercopithecidae). Die Art wurde 2007 entdeckt und 2012 beschrieben. Das Artepitheton ist benannt nach dem Lomami in der zentralafrikanischen Demokratischen Republik Kongo, in dessen Nähe das Typusexemplar gefunden wurde. In verschiedenen afrikanischen Sprachen wird das Tier Lesula, Kifula oder Tou genannt.

## Merkmale
Die Lomami-Meerkatze ist ein mittelgroßer, schlanker Affe mit langen Gliedmaßen. Ausgewachsene Männchen erreichen eine Kopf-Rumpf-Länge von 47 bis 65 cm und ein Gewicht von 4 bis 7,1 kg, subadulte Weibchen eine Kopf-Rumpf-Länge von 40 bis 42 cm und ein Gewicht von 3,5 bis 4 kg.

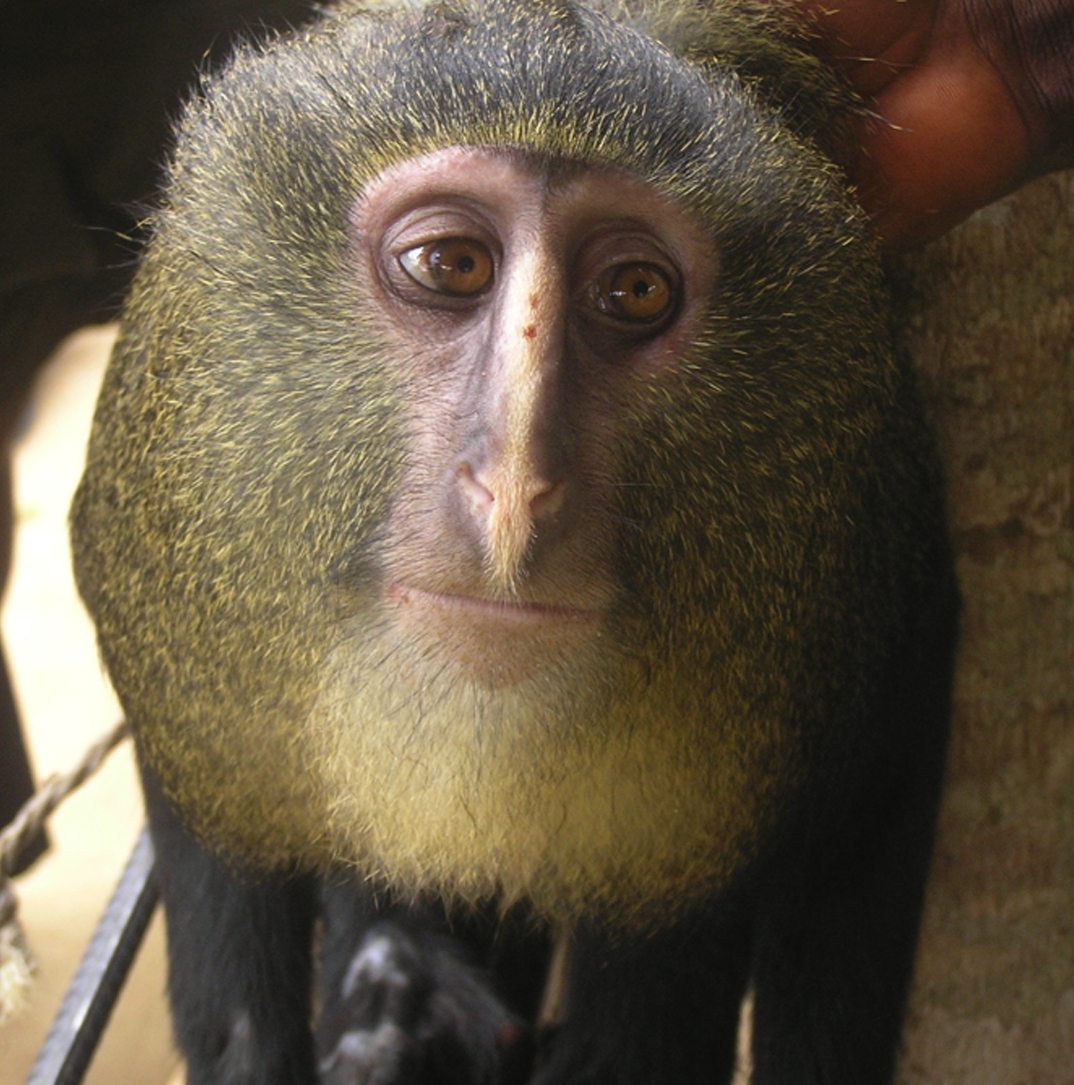
Porträt einer männlichen Lomami-Meerkatze

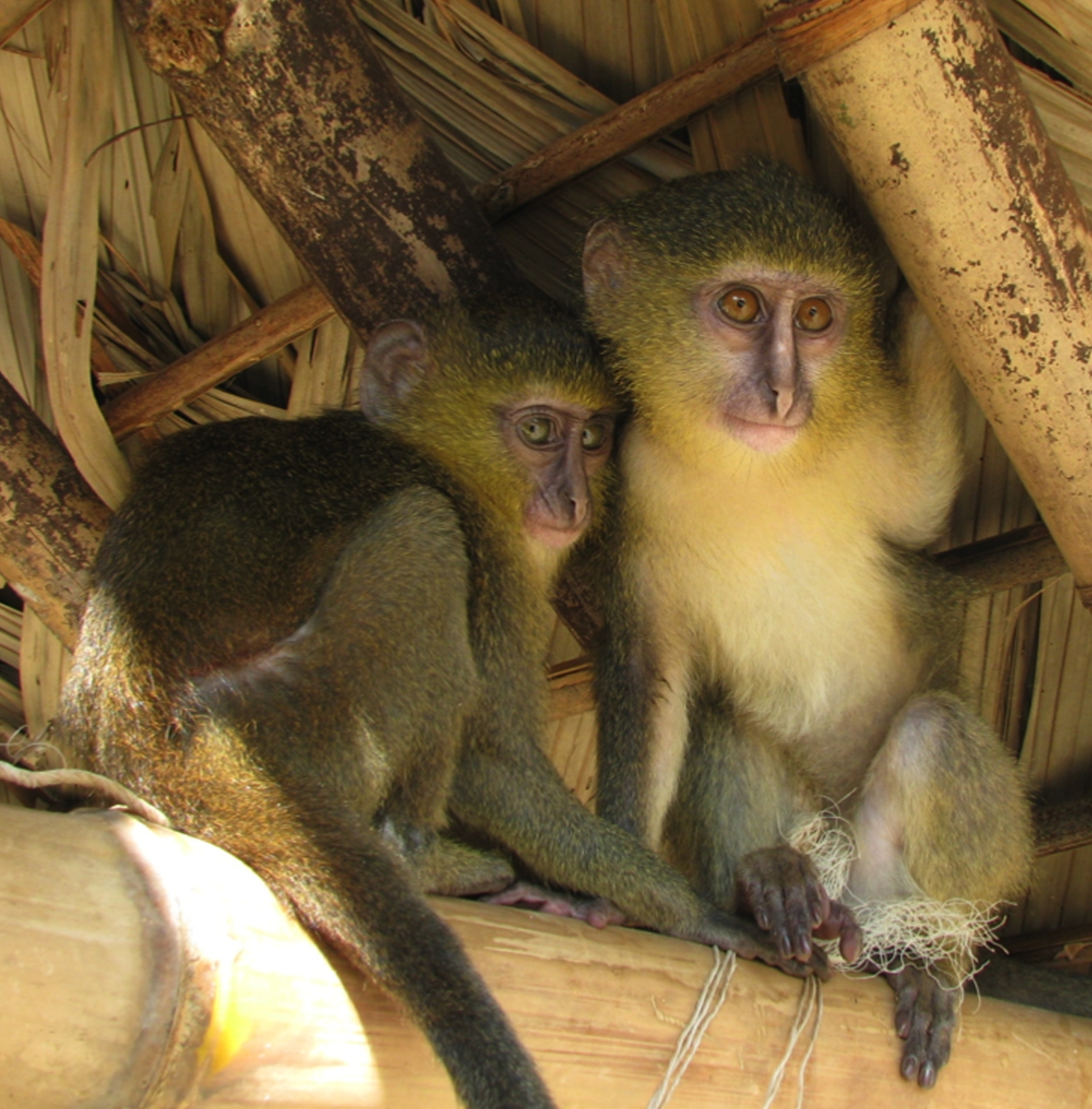
Jungtiere, die als Haustiere gehalten werden

Die Art ähnelt der Eulenkopfmeerkatze (Cercopithecus hamlyni), von der sie durch den Lomami und den Kongo geographisch isoliert ist. Die beiden Arten unterscheiden sich vor allem in der Fellfärbung. Die nackte Gesichtshaut, die Augenlider und die Ohrmuscheln variieren von blass rosa über grau bis braun. Ein senkrechter Nasenstreifen und ein waagrechter Überaugenstreifen, wie bei der Eulenkopfmeerkatze, können mehr oder weniger deutlich vorhanden sein. Kinn, Hals und Brust sind gelblich und kontrastieren mit der schwarzen Bauchfärbung. Das Fell auf den Schultern und den Armen ist schwarz, das Rückenhaar an der Basis weißlich, grau oder schwarz und dann gelb oder bernsteinfarben gebändert. Ein auffälliger Mittelstreifen liegt auf dem hinteren Drittel des Rückens und auf der Basis des Schwanzes. Die obere Hälfte des Oberschenkels ist silbrig-grau, während der Rest der Beine und die Innenseite mit schwarzen Haaren bedeckt ist. Der Schwanz ist an seiner Basis bernsteinfarben und wird nach hinten hin immer dunkler. Die Schwanzspitze ist immer völlig schwarz. Ausgewachsene Männchen sind größer als die Weibchen, besitzen größere Eckzähne und ein blaues Skrotum und Perineum.

## Verbreitung und Lebensraum
Die Lomami-Meerkatze kommt im Osten der Demokratischen Republik Kongo zwischen dem mittleren Lomami und dem oberen Tshuapa vor. Die Fläche des bisher bekannten Lebensraums umfasst 17.000 km² und besteht aus Tieflandregenwald.
Der Erstautor der wissenschaftlichen Erstbeschreibung, John A. Hart, wurde zunächst durch eine Fotografie eines Kollegen auf ein Individuum der Art aufmerksam, die dieser Kollege von der Jagdbeute eines Bushmeat-Jägers gemacht hatte. Ein junges lebendes Exemplar entdeckte Hart kurz darauf als Haustier eines Kindes.

## Lebensweise
Wie die Eulenkopfmeerkatze lebt die Lomami-Meerkatze semi-terrestrisch, also teilweise auf dem Erdboden, und ernährt sich vor allem von krautiger Vegetation.